# Alto Alegre dos Parecis
Alto Alegre dos Parecis è un comune del Brasile nello Stato di Rondônia, parte della mesoregione del Leste Rondoniense e della microregione di Cacoal.